# Sholur
Sholur é uma panchayat (vila) no distrito de The Nilgiris, no estado indiano de Tamil Nadu.

## Demografia
Segundo o censo de 2001,  Sholur  tinha uma população de 11,297 habitantes. Os indivíduos do sexo masculino constituem 50% da população e os do sexo feminino 50%. Sholur tem uma taxa de literacia de 59%, inferior à média nacional de 59.5%: a literacia no sexo masculino é de 70% e no sexo feminino é de 48%. Em Sholur, 11% da população está abaixo dos 6 anos de idade.